# Riotorto (jurisdicción)
Riotorto fue una jurisdicción de la provincia de Mondoñedo.

## Historia
La jurisdicción formaba parte de la provincia de Mondoñedo y comprendía las parroquias de Aldurfe, Meilán y la de su nombre. Aparece descrita en el decimotercer volumen del Diccionario geográfico-estadístico-histórico de España y sus posesiones de Ultramar de Pascual Madoz con las siguientes palabras:

RIOTORTO: jurisd. de la ant. prov. de Mondoñedo, compuesta de las felig. de Aldurfe, Meylan y Riotorto, cuyo juez ordinario le nombraban el ob. de Mondoñedo y otros partícipes.
(Madoz, 1849, p. 496)